# 아내는 요술쟁이 (일본의 드라마)
아내는 요술쟁이(奥さまは魔女, おくさまはまじょ, Bewitched in Tokyo)는 미국의 시트콤인 아내는 요술쟁이(Bewitched)를 원작으로 하는 일본의 텔레비전 드라마이다.
2004년 1월 16일부터 3월 26일까지 매주 금요일 22시부터 22시 54분까지 TBS를 통해 11부작으로 방영되었으며, 평균 시청률은 11.2%를 기록하였다.
같은 해 12월 21일에는 크리스마스 특집으로 특별판이 방영되었다.

## 줄거리
아내의 이름은 아리사(ありさ)이고, 남편의 이름은 조지(譲二)이다. 둘은 우연히 만나 사랑에 빠지게 되고 지극히 평범한 결혼을 하게 된다. 그러나 한 가지 다른 점은 아내가 마녀라는 점이다. 아리사는 마법을 사용하지 않기로 맹세했지만, 그녀의 어머니는 딸이 인간과 결혼하는 것을 용납하지 않으며, 부부의 일에 수시로 끼어든다. 이로 인하여 여러 가지 소동이 일어나게 되는데...

## 등장인물

### 조지의 가족
- 마쓰이 아리사(松井ありさ)：요네쿠라 료코

마법을 쓰지 않는 인간세계에 흥미를 가지고 마계에서 나온 마녀이다. 빗자루의 과열로 인간세계에 불시착하였으며, 우연히 조지를 만나 "마법이 없이 불편하지만 그래도 나름대로의 즐거움"을 배워가며 인간들의 즐거움을 실감해가며 사랑에 빠지게 된다. 그리고 "다시는 마법을 사용하지 않기"로 조지와 결혼하였면서 맹세를 한다.
- 마쓰이 조지(松井譲二)：하라다 다이조

광고회사인 이라부 광고(イラブ広告)의 사원이다. “어떠한 문제도 전력을 다해 해결한다”는 것이 그가 가지고 있는 신념이다. 그러나 좀처럼 뜻대로 되지 않아 의욕이 많이 떨어졌을 무렵 어디선가 나타난 아리사로부터 힘을 얻었으며, 그녀가 마녀임을 알고도 결혼했다. 유도 유단자이다.
성은 마쓰이 히데키(松井秀喜若), 혹은 마쓰이 가즈오(松井稼頭)에서 파생되었다.
- 마쓰이 쓰바사(松井つばさ)：히나타 나나미

아리사와 조지의 딸. 아리사에게서 마법을 쓸 수 있게 물려받았다. 이름은 마법을 사용하지 않고도 자신의 힘으로 하늘을 날 사람이 되라는 뜻으로 지었다.

### 마쓰이 본가
- 마쓰이 사요(松井佐代)：요시유키 가즈코

조지의 어머니. 이세에서 식당을 운영하고 있다. 아리사가 마녀인 것을 모른다.
- 조키치(譲吉) : 하라다 다이조(1인 2역)

에도 시대의 상인이며, 조지의 조상이다. 300여년 전에 누군가를 죽게 만들어서 이후 자신의 후손들이 유키코의 저주를 받게 만든다. 5회에 등장한다.

### 아리사의 친정
- 다리아(ダリア)：나쓰키 마리

아리사의 어머니로, 성격이 나쁘며 인간을 하등동물로 바보취급한다. 딸이 인간과 결혼한 것을 못마땅하게 생각하고 있으며, 수시로 딸 부부의 집으로 간다. 한 번도 현관문을 통해 제대로 들어간 적이 없다. 남편 마리오와는 별거상태로 있다.
- 사쿠라 이모(さくらおばさま)：기시다 교코

다리아의 언니. 마법이 제대로 된 적은 거의 없다. 다리아처럼 현관문을 통해 제대로 집안을 들어간 적이 없다.
- 마리오(マリオ)：쓰가와 마사히코

아리사의 아버지. 아내와 사이가 나빠 별거중이다. 조지가 인간이기 때문에 사위로 인정하지 않고 있으며, 딸이 아이를 낳을 경우 남자아이일 경우, 마리오 2세, 여자아이일 경우 다리아 2세로 생각하고 있었다. 마력이 강하며, 등장할 때 천둥번개를 동반한다. 9회에 등장한다.

### 이라부 광고
- 스즈키 이치오(鈴木一夫)：다케나카 나오토

조지의 대학선배이자 직장 상사이다. 부하 직원들에게 잔소리가 심하며, 제멋대로인 남자이다.
성은 스즈키 이치로(鈴木一朗)에서 파생되었다.
- 하세가와 히로미(長谷川洋美)：아오키 사야카

이라부 광고의 사원. 술을 잘 마시고, 요령이 있다. 클라이언트를 상대로 하는 접대는 잘 하나 일하는 것이 서툴러 조지의 도움을 자주 받는다.
성은 하세가와 시게토시(長谷川滋利)에서 파생되었다.

### 노모 푸드
- 노모 시오리(野茂詩織)：이시카와 아사미

노모 컴퍼니(NOMOカンパニー) 사장의 딸로 회사의 부장으로 있다. 젊지만 실력자로 이전의 접대 방식이 좀처럼 통하지 않아 스즈키를 난처하게 만든다.
성은 노모 히데오(野茂英雄)에서 파생되었다.
- 기타 마사야(木田正也)：시오야 순

시오리의 비서로, 항상 그녀와 동행한다. 시오리가 요구하는 것은 무엇이든지 가지고 있다.
성은 기타 마사오(木田優夫)에서 파생되었다.

### 앞집 부부
- 사사키 구라코(佐々木倉子)：후지 마나미

마쓰이 부부의 앞집에 산다. 자신의 베란다에서 경관이 나빠지게 된 탓이 아리사가 사는 맨션 때문이라고 여겨 항상 그곳을 주시하며, 아리사의 마법을 자주 목격해서 남편에게 알리지만, 남편은 관심이 없다.
- 사사키 슈조(佐々木周三)：마기 시로

구라코의 남편으로 전직 고등학교 교사이다. 한문에 조예가 깊다.
성은 사사키 가즈히로(佐々木主浩)에서 파생되었다.

### 스즈키 가족
- 스즈키 에미코(鈴木恵美子) : 무로이 시게루

이치오의 아내. 남편에게는 에밀리라고 불린다.
- 다카쓰 마쓰쿠라(高津松蔵) : 이시이 미쓰조

에미코의 아버지이자 이치오의 장인이다. 아오키 제약의 중역으로 이치오의 클라이언트였으며, 지금은 은퇴하였다. 8회에 등장한다.

### 기타
- 진 겐이치(陳建一) : 본인 역

중국계 일본인 중화요리 주방장으로 3회에 등장한다.
- 카를로스 이시이(カルロス石井) : 오스미 겐야

탱고교실의 선생이다. 4회에 등장한다.
- 미토 미쓰쿠니(水戸光圀)[2] : 사토미 고타로

5회에 등장하며, 350년 전에 조지의 조상인 조키치(譲吉)가 분자에몬을 죽이는 것을 막아주는 역할을 한다.
- 스케 상(助さん)[2] : 하라다 류지

미토 미쓰쿠니의 수하이다. 5회에 등장한다.
- 가쿠 상(格さん)[2] : 고타 마사시

미토 미쓰쿠니의 수하이다. 5회에 등장한다.
- 분자에몬(文左衛門) : 다카스키 미즈호

350년 전에 조지의 조상인 조키치에게 죽임을 당하여 조지가 서른번째 생일을 맞이 할 때 설녀의 저주를 받게 만든다. 5회에 등장한다.
- 유키코(雪子) : 미즈카와 아사미

5회에 등장하는 설녀로 350년 전에 조지의 조상인 조키치(譲吉)가 그녀가 사랑하는 사람인 분자에몬을 죽였다는 이유로 원한을 품고 조키치의 후손들에게 저주를 건다. 그러나 350년 전의 그 사건을 아리사가 해결하고 난 후 분자에몬의 후손과 만나게 된다.
- 네모토 하루미(根本はるみ) - 본인 역

다리아가 결혼 축하 선물로 조지에게 세가지 소원이 이루어질수 있는 마법을 걸었을 때 그 첫 번째 소원의 주인공으로 등장하는 인물이다. 7회에 등장한다.
- 오카 과장(大家) : 도쿠이 유

'NOMO 푸드'에서 일하는 과장으로 조지가 Nomo푸드로 스카우트되어 자신의 상사가 될 것이라는 소식을 접하자 탐정에게 조지에 대한 신변 조사를 의뢰한다. 7회에 등장한다.
- 다구치 고치(田口孝司) : 데라카도 지몬

'NOMO 푸드'의 오카 과장의 부탁으로 조지의 신변 조사를 맡은 탐정이다. 그 과정에서 아리사의 마법을 목격하고 그녀에 대한 뒷조사를 계속하여 그녀를 협박한다. 7회에 등장한다.
- 요시이 노리코(吉井のりこ) : 후카우라 가나코

집 근처에 있는 영재 학원의 원장. 쓰바사의 마법을 보고 기겁을 한다. 10회에 등장한다.
- 마왕(魔王) : 이시다 다로

마계의 지배자. 아리사와 조지의 딸이 마법을 쓸 수 있음을 알고 억지로 데려가려고 한다. 11회에 등장하며 실물로 등장하는 것이 아니라 실루엣으로 등장한다.

## 제작진
- 각본 : 고토 노리코
- 수석 프로듀서 : 기지마 세이치로
- 프로듀서 : 도네 데쓰다(刀根鉄太)
- 연출 : 요시다 아키오, 사카이 마사히로(酒井聖博), 다케무라 겐타로(竹村謙太郎)
- 음악 : 혼마 유스케
- 주제곡 : Tommy february6의 MaGic in youR Eyes
- 드라마 해설 : 나카무라 다다시

## 방영 목록
| 회차             | 방송일          | 부제목                                                   | 내용 | 시청률 | 비고 |
| ---------------- | --------------- | -------------------------------------------------------- | --- | ------ | ---- |
| 1                | 2004년 1월 16일 | 결혼? 마녀의 조건(結婚？魔女の条件)                      | 인간 세계를 동경하여 가출한 마녀 아리사는 빗자루 고장으로 도쿄에 불시착하게 된다. 우연히 이라부 광고 영업 사원 마쓰이 조지를 만나게 되고, 서로 격려를 주고 받는 과정에서 마녀와 인간의 경계를 넘어 사랑에 빠진다. | 11.7%  |      |
| 2                | 2004년 1월 23일 | 결전! 시어머니와 마녀 며느리(決戦！姑と魔女母)           | 아리사와 조지는 둘만의 결혼식을 올리고 달콤한 신혼생활을 시작하나 이를 마음에 들어 하지 않는 아리사의 어머니 다리아의 방해가 시작된다. 그 와중에 조지의 어머니가 며느리를 보기 위해 부부의 집을 찾게 된다. | 12.5%  |      |
| 3                | 2004년 1월 30일 | 철인풍! 사랑의 마법(鉄人風！恋の魔法)                    | 부부의 달콤한 신혼 생활을 못마땅해하는 다리아는 어떻게든 둘을 떼어 놓기 위해 조지의 회사의 거래처 부장인 노모 시오리에게 조지를 좋아하게 만드는 마법을 건다. 그 와중에 부부의 집에 사쿠라 이모가 방문하게 되는데... | 13.1%  |      |
| 4                | 2004년 2월 6일  | 변신! 원령 아내(変身！もののけ妻)                        | 다리아의 장난으로 조지가 계단에서 굴러 떨어져 다리를 다쳤다. 움직일 수 없는 조지는 회사를 결근하게 되는데, 아리사가 스즈키의 아내인 에미코와 탱고 교실에 함께 가기로 약속을 하였다. 아무것도 할 수 없는 조지는 아리사의 배려로 마법을 쓸 수 있게 되는데... | 12.6%  |      |
| 5                | 2004년 2월 13일 | 도와줘! 코몬님(助けて！黄門さま)                         | 조지의 30번째 생일을 맞아 아리사와 함께 축하 파티를 여는데, 조지가 갑자기 쓰러지게 되었다. 그것은 350년 전에 그의 조상인 조키치(譲吉)에 의해 죽임을 당한 분자에몬을 사모했던 설녀의 저주로 인한 것이었기 때문에 아리사가 350년 전(에도 시대)으로 가서 이를 막으려고 동분서주를 하게 된다. | 11.3%  |      |
| 6                | 2004년 2월 20일 | 기적! 젊음을 되찾는 약(奇跡！若返りの薬)                 | 아리사와 조지는 이치오와 히로미를 집에 초청한다. 앞집에 사는 사사키 구라코와 사쿠라 이모도 함께 하였는데, 이치오가 자신의 나이에 대해 괴로워하자 이를 불쌍히 여긴 사쿠라 이모가 그에게 “영양제”라며 작은 병을 건네 준다. 그리고 이를 마신 이치오에게 다음날부터 변화가 나타나기 시작하는데... | 12.2%  |      |
| 7                | 2004년 2월 28일 | 마녀가 들켰다!(魔女がバレた！)                           | 조지의 할아버지에게서받은 결혼 선물로 아침부터 좋아하는 조지와 아리사를 본 다리아는 조지에게는 비밀로 한 채 결혼 선물로 세가지 소원이 이루어지는 마법을 건다. 이를 모르는 조지는 회사에서 수영복 차림을 한 네모토 하루미를 보게 되고, 갑자기 노모 푸드에 스카우트되는 등 자신이 생각하는 대로 소원이 이루어진다. 그런데 그 이야기를 들은 노모 푸드의 오카 과장이 격노하여 탐정 다구치에게 조지의 신변 조사를 의뢰한다. 이 과정에서 다구치는 아리사의 마법을 목격하고 이를 빌미로 아리사를 협박하기 시작하는데...            | 10.9%  |      |
| 8                | 2004년 3월 5일  | 인간이 속마음을 말하게 하는 마법(人間がホンネを喋る魔法) | 인간의 겉보기와 속마음이 다르다고 말하는 다리아는 조지가 아리사에게 준 선물인 브로치에 마법을 걸어 그 브로치에 가까이 있는 인간들이 속마음을 말하게 한다. 이로 인해 여러 가지 소동이 일어나게 되는데... | 9.8%   |      |
| 9                | 2004년 3월 12일 | 마녀의 임신! 마왕의 노여움(魔女の妊娠！魔王の怒り)       | 아리사가 결혼했다는 것을 우연히 알게 된 아리사의 아버지 마리오가 갑자기 찾아온다. 그러나 조지가 인간인 것을 알게 되면 분노로 인하여 인류가 멸망할 것을 우려하여 그가 조지를 보지 못하게 하려고 안간힘을 쓴다. 그런 가운데, 아리사가 임신을 하게 되며 이를 들은 조지의 어머니가 부부의 집으로 찾아 오고, 다리아와 마리오, 사쿠라 이모와 함께 식사를 하게 되는데, 이 과정에서 조지가 인간임을 알게 된 마리오와 아리사와의 갈등이 빚어진다. 또한 마리오는 앞으로 태어날 아이는 자신이 데려다가 마계에서 키우겠다고 말하는데... | 9.8%   |      |
| 10               | 2004년 3월 19일 | 쓰바사의 수험(つばさのお受験)                            | 아리사와 조지의 딸 쓰바사가 태어나게 되었고, 5번째 생일을 맞이한다. 5살이 되기 이전에 마법을 쓸 수 있는지 없는지 불안해 하던 조지는 쓰바사가 5번째 생일이 되어도 마법을 쓰지 않자, 안심을 하지만, 사실은 쓰바사도 마법을 쓸 수 있으며, 이로 인하여 소동이 일어나게 되는데... | 10.1%  |      |
| 11               | 2004년 3월 26일 | 안녕, 달링(さよならダーリン)                             | "마녀의 아이는 마계에서 기르는 것이 원칙"이라는 마왕의 통지가 있음에도 불구하고, 아리사는 쓰바사는 인간의 자식으로 키우겠다며 마왕과 싸울 결의를 한다. 또한 사랑하는 아빠와 떨어져 있는 것을 원하지 않는 쓰바사는 조지가 작아지는 마법을 걸어 유치원 가방에 넣는다. 하지만 마왕이 심부름꾼을 지상으로 보내어 쓰바사를 데려가게 되고, 쓰바사의 가방속에 있던 조지도 함께 마계에 가게 되는데... | 8.9%   |      |
| 평균시청률 11.2% |                 |                                                          | |        |      |

## 아내는 요술쟁이 리턴즈 (크리스마스 스페셜)
2004년 12월 21일에 크리스마스 특집으로 밤 9시부터 2시간 동안 방영하였다.

### 줄거리
마왕의 명령으로 마계에서 공부하게 된 쓰바사, 그리고 함께 마계로 떠난 아리사와 떨어져 살게 된 조지는 그로부터 5년 동안 쓸쓸한 나날을 보내고 있었다. 주위에서는 처자식이 달아나버린 것으로 인식되어 여러번 선을 권고 받을 정도였다. 그러나 크리스마스를 앞둔 어느날, 아리사가 2년을 월반하여 마계 학교를 졸업한 쓰바사와 함께 돌아오게 된다.
쓰바사의 마법에 관한 갈등과 사쿠라 이모가 갑자기 데리고 온 산타 클로스 문제, 그리고 스즈키 이치오의 아들인 쇼타로의 문제로 이야기가 전개된다.

### 배역 변경
아리사와 쓰바사가 마계로 가고나서 5년 후의 상황을 그려내는 것이기 때문에 몇몇의 배역이 변경되었다. 쓰바사의 경우 히나타 나나미에서 와타나베 아야노로 변경되었으며, 하세가와 히로미의 경우 아오키 사야카의 사정으로 그녀와 같은 소속사에 있는 가네코 사야카로 변경되었다.

## 특징 및 에피소드
- 이 드라마의 등장인물이나 회사이름등이 일본인 메이저리거의 이름에서 파생된 경우가 많다. 예를 들어 회사이름의 경우 이라부 히데키(伊良部秀輝)에서 파생된 이라부 광고(イラブ広告)회사나 노모 히데오(野茂英雄)에서 파생된 노모 푸드(NOMOフーズ)가 등장하며, 등장인물들중에서도 일본인 메이저리거들의 성에서 파생된 이름들이 있다.
- 이 드라마의 5회에서는 아리사가 남편 집안의 저주를 풀기 위해 에도 시대로 간다. 그 시대를 묘사하기 위하여 촬영은 닛코에서 진행되었으며 조지 역을 맡은 하라다 다이조가 조지의 조상인 조키치(譲吉) 역을 맡는 등 일부 출연진들이 그 시대 사람들의 역할도 맡았다. 또한 드라마 미토 코몬(水戸黄門)에서 미토 미쓰쿠니(水戸光圀) 역할을 맡은 사토미 고타로와 그 수하인 스케 상(助さん)역을 맡은 하라다 류지, 가쿠 상(格さん)역을 맡은 고타 마사시가 그 역할을 그대로 맡아서 특별 출연하였으며, 그 드라마의 배경 음악을 집어 넣고, 그 드라마의 제작진들까지 제작에 참여하는 등 미토 코몬(水戸黄門)에 나오는 요소들을 반영하였다.